# Debbie Schippers

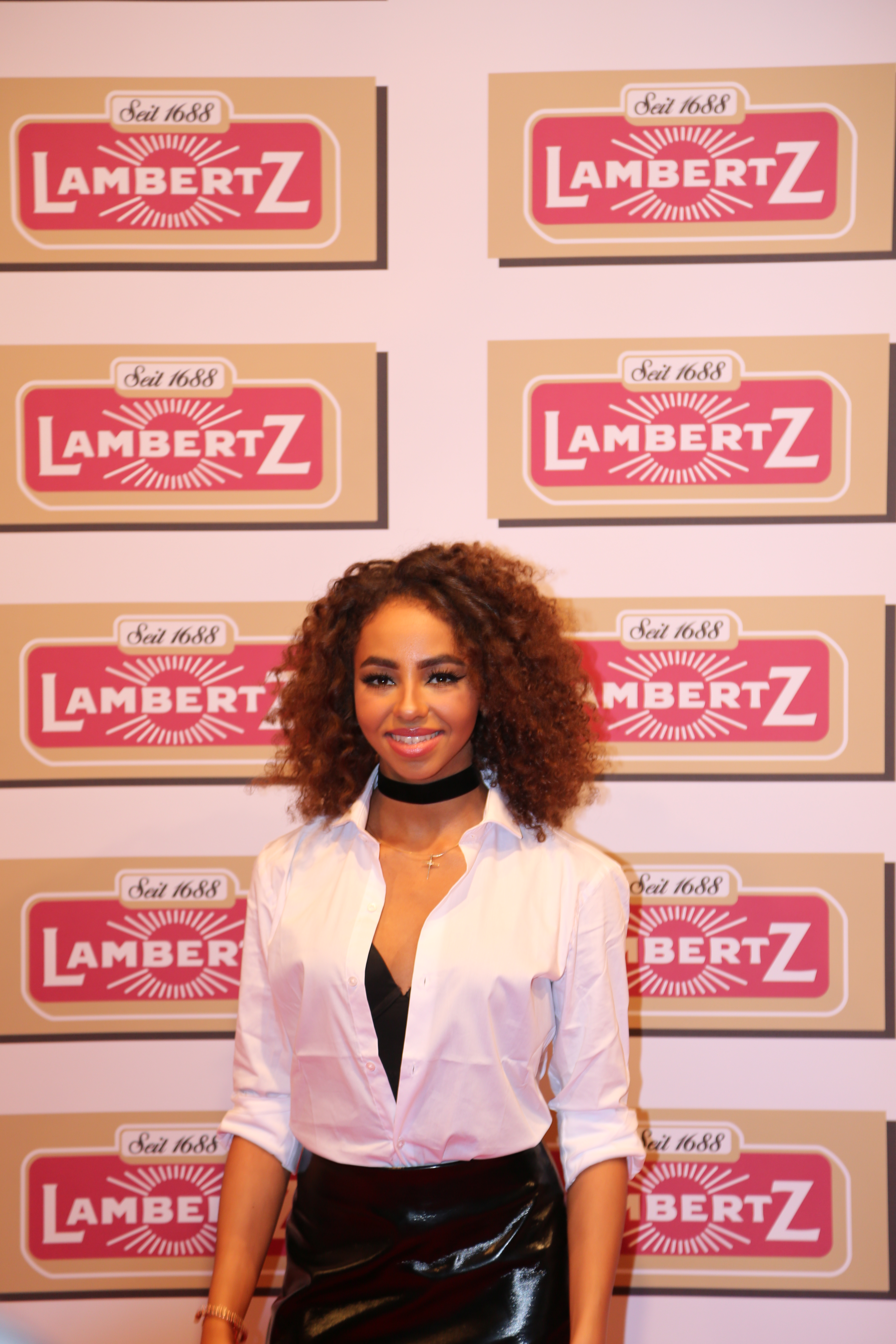
Debbie Schippers, 2017

Debbie Schippers (* 24. November 1996 in Heerlen) ist eine niederländisch-deutsche Popsängerin und Moderatorin.

## Werdegang
Debbie Schippers war Schülerin am St.-Ursula-Gymnasium in Geilenkirchen. Im Alter von elf oder zwölf Jahren sang sie erstmals in einer Band namens Fudge, mit 15 Jahren trat sie mit den Long Johns öffentlich auf. Ihren ersten Fernsehauftritt hatte sie 2008 zusammen mit einer Freundin in der Junior-Ausgabe von Das Quiz mit Jörg Pilawa.
Im Herbst 2013 nahm sie an der dritten Staffel der Castingshow The Voice of Germany teil. Unter ihren Mentoren von der Band The BossHoss belegte sie Platz 4. In der 5. und 6. Staffel stand Schippers als Co-Moderatorin des Castingformats The Voice Kids für Sat.1 vor der Kamera.

## Songs beiThe Voice of Germany
- Brand New Me (Original: Alicia Keys)
- Black Cat (Original: Janet Jackson)
- Don’t Stop (Original: Gin Wigmore)
- Nobody Knows (Original: Pink)
- With or Without You (Original: U2)
- Skin And Bones (eigener Song)
- Are You Gonna Go My Way (Original: Lenny Kravitz)
- Burn (Original: Ellie Goulding)